# Albrecht VI. (Mecklenburg)
Albrecht VI. von Mecklenburg (* 1438; † vor dem 27. April 1483) war Herzog zu Mecklenburg.
Albrecht war der erste Sohn von Herzog Heinrich IV. von Mecklenburg und Dorothea, der Tochter des brandenburgischen Markgrafen Friedrich I. Er war bis zum Tod des Vaters 1477 dessen Mitregent und regierte nach dessen Tod zusammen mit seinen Brüdern. Im Jahr 1464 empfing er vom Vater, mit seinem Bruder Johann VI., zum Unterhalt die Vogteien Güstrow, Plau, Laage und Stavenhagen. Im Jahr 1479 meldete sein Bruder Balthasar, der vorher Koadjutor im Bistum Schwerin war, ebenfalls Machtansprüche an. Am 13. Januar 1480 entstand unter Vermittlung der Mutter ein Teilungsvertrag. Durch diesen erhielt Albrecht VI. das ehemalige Fürstentum Werle, ausgenommen waren die Stadt Waren, Stadt und Land Penzlin, Kl. Broda, Röbel, Stadt und Land, und Bede und Vogtei zu Wredenhagen. Seine beiden Brüder Magnus II. und Balthasar verwalteten gemeinsam das restliche Herzogtum. Nach nur drei Jahren starb Albrecht und die Teilung war dadurch hinfällig. Albrecht VI. ist im Dom zu Güstrow begraben. Ein Gemälde, das ihn darstellt, befindet sich im Doberaner Münster.
Er war seit 1466 oder 1468 mit Katharina von Lindow-Ruppin (1439 – vor dem 12. November 1485) verheiratet. Die Ehe blieb kinderlos.